# Mahammad Abdullayev
Mahammad Abdullayev, né le 6 avril 1999, est un boxeur azerbaïdjanais.

## Carrière
Mahammad Abdullayev est médaillé de bronze dans la catégorie des poids super-lourds aux Championnats du monde de boxe amateur 2021 à Belgrade et aux Championnats du monde de boxe amateur 2023 à Tachkent. Il est médaillé d'argent dans cette même catégorie aux Jeux européens de 2023 à Nowy Targ.
Il est nommé porte-drapeau de la délégation azerbaïdjanaise aux Jeux olympiques d'été de 2024 aux côtés de la judokate Gultaj Mammadaliyeva (az).